# مهمت یلماز (وزنه‌بردار)
مهمت یلماز (ترکی استانبولی: Mehmet Yılmaz؛ زادهٔ ۹ آوریل ۱۹۷۴) وزنه‌بردار مرد اهل ترکیه است که در دسته ۷۷ کیلوگرم رقابت می‌کند و نماینده ترکیه در مسابقات بین‌المللی است. وی در المپیک تابستانی ۱۹۹۶ در وزن ۷۶ کیلوگرم و در بازی‌های المپیک تابستانی ۲۰۰۰ در ۷۷ کیلوگرم شرکت کرد. وی در مسابقات وزنه‌برداری جهانی ۲۰۰۳، به رقابت پرداخت.

## نتایج عمده
- مقام سوم قهرمانی اروپا در مسابقات میان وزن ۲۰۰۲ (۳۶۰٫۰ کیلوگرم)
- نایب قهرمان قهرمانی اروپا در مسابقات میان وزن ۲۰۰۴ (۳۶۰٫۰ کیلوگرم).

| سال             | محل             | وزن             | تک ضرب (کیلوگرم) | تک ضرب (کیلوگرم) | تک ضرب (کیلوگرم) | تک ضرب (کیلوگرم) | دو ضرب (کیلوگرم) | دو ضرب (کیلوگرم) | دو ضرب (کیلوگرم) | دو ضرب (کیلوگرم) | جمع             | رتبه            |
| سال             | محل             | وزن             | ۱                | ۲                | ۳                | رتبه             | ۱                | ۲                | ۳                | رتبه             | جمع             | رتبه            |
| المپیک تابستانی | المپیک تابستانی | المپیک تابستانی | المپیک تابستانی  | المپیک تابستانی  | المپیک تابستانی  | المپیک تابستانی  | المپیک تابستانی  | المپیک تابستانی  | المپیک تابستانی  | المپیک تابستانی  | المپیک تابستانی | المپیک تابستانی |
| --------------- | --------------- | --------------- | ---------------- | ---------------- | ---------------- | ---------------- | ---------------- | ---------------- | ---------------- | ---------------- | --------------- | --------------- |
| ۲۰۰۰            | سیدنی، استرالیا | ۷۷ کیلوگرم      |                  |                  |                  | —                |                  |                  |                  | —                |                 | ۱۰              |
| ۱۹۹۶            | سیدنی، استرالیا | ۷۶ کیلوگرم      |                  |                  |                  | —                |                  |                  |                  | —                |                 | DNF             |
| قهرمانی جهان    |                 |                 |                  |                  |                  |                  |                  |                  |                  |                  |                 |                 |
| ۲۰۰۳            | ونکوور، کانادا  | 77 kg           | 160              | 160              | 160              | ---              | 190              | ۱۹۵              | 2                |                  | ۰               | ---             |
| ۱۹۹۹            | پیرئاس، یونان   | 77 kg           | ۱۶۰              | 165              | 165              | ۱۰               | ۱۹۰              | 195              | 195              | ۱۵               | ۳۵۰             | ۱۱              |
| ۱۹۹۸            | لاختی، فنلاند   | 77 kg           | ۱۵۷٫۵            | 162.5            | 2                |                  | ۱۸۵              | 195              | ۱۹۵              | ۷                | 3               |                 |